# 于尔根·波梅伦克
于尔根·波梅伦克（德語：Jürgen Pommerenke，1953年1月22日—），德国男子足球运动员，司职中场。他曾代表东德国奥队参加1972年夏季奥林匹克运动会足球比赛，获得一枚铜牌。